# 20 Fingers
20 Fingers fue un grupo musical estadounidense creado por Charlie Babie y Manfred Mohr. Fueron muy populares en la década de 1990 por la producción de una serie temas de música pop, dance y rap, muchos de las cuales se distinguen por su buen humor y/o letras subidas de tono.

## Carrera musical

### 1994-1996
Su primer sencillo, en 1994, fue la controvertida "Short Dick Man", con la vocalista Gillette. La canción fue un éxito en todo el mundo, alcanzando el top 5 en varios países europeos, entre ellos Italia, Alemania y Francia (donde el sencillo alcanzó el número uno durante tres semanas). También alcanzó el número 14 en los Estados Unidos y fue considerado un éxito del grupo. 
20 Fingers también escribió y produjo todas las canciones álbum debut de Gillette, donde anotó un nuevo éxito con "Mr. Personality". Otro sencillo de este álbum es "You're a Dog".
Su segundo sencillo fue "Lick It", con la vocalista Roula. Fue otro éxito en Europa y en los clubes de todo el mundo. En Sensation White Ámsterdam 2009 se hizo una remezcla con bailarines go-go de fondo.
En 1995, "Short Dick Man" fue relanzado en el Reino Unido en su versión censurada, "Short Short Man", y remezclado por Strike. Esta nueva versión alcanzó el # 11, mientras que el original solo alcanzó el puesto # 21 en la lista de singles del Reino Unido en 1994.  "Lick It" alcanzó el puesto # 48 en el mismo listado. También lanzaron su álbum debut "20 Fingers", que tenía la peculiaridad de ofrecer un cantante diferente casi para cada canción.
Su tercer sencillo acreditado bajo el nombre 20 Fingers fue "Sex Machine", con Katrina (Roxanne Dawn). Fue otro éxito del grupo, pero no se vendió tan bien como sus predecesores. Otras canciones de su álbum fueron lanzadas como sencillos, acreditado solo con el nombre de la cantante ("She Won't Know" de Dania, "Praying for an Angel" y "Holding on to Love" de Rochelle y "I'm in Love" de A 'Lisa B). Un "megamix" de sus primeros tres hits también fue lanzado como single solo en Francia ("Megamix Explosion").

## Créditos de producción
También produjeron el álbum de Max-A-Million, titulado Take Your Time, el segundo álbum de Gillette, Shake Your Money Maker, y otro solo para Katrina llamado "Push, Push". 

## Censura
20 Fingers es conocido por sus letras sexualmente explícitas en ocasiones, lo que ha dado lugar a que algunos de sus temas sean lanzados en versiones censuradas y sin censura ("Short Dick Man" se titula "Short Short Man" en su versión censurada. "Lick It", del mismo modo, tenía ambas versiones editadas e inéditas liberadas).

## Discografía

### Álbumes
| Título     | Datos del álbum                                                             |
| ---------- | --------------------------------------------------------------------------- |
| 20 Fingers | - Lanzamiento: 18 de abril de 1995 - Discográfica: ZYX Music - Formatos: CD |

### Sencillos
| Año  | Título                                                  | Mejor posición en listas | Mejor posición en listas | Mejor posición en listas | Mejor posición en listas | Mejor posición en listas | Mejor posición en listas | Mejor posición en listas | Mejor posición en listas | Mejor posición en listas | Mejor posición en listas | Certificación                      | Álbum              |
| Año  | Título                                                  | USA                      | ALE                      | AUT                      | BEL (Val)                | FRA                      | ITA                      | HOL                      | NZ                       | U.K.                     | SUI                      | Certificación                      | Álbum              |
| ---- | ------------------------------------------------------- | ------------------------ | ------------------------ | ------------------------ | ------------------------ | ------------------------ | ------------------------ | ------------------------ | ------------------------ | ------------------------ | ------------------------ | ---------------------------------- | ------------------ |
| 1994 | «Short Dick Man»                                        | 14                       | 3                        | 6                        | 6                        | 1                        | 1                        | 7                        | 7                        | 11                       | —                        | - FRA: Plata - ALE: Oro - EUA: Oro | 20 Fingers         |
| 1995 | «Lick It»                                               | 72                       | 4                        | 10                       | 9                        | 5                        | 1                        | 21                       | 38                       | 48                       | 21                       | - ALE: Oro                         | 20 Fingers         |
| 1995 | «Mr. Personality»                                       | 42                       | 22                       | —                        | 19                       | —                        | 14                       | —                        | 32                       | —                        | 36                       |                                    | 20 Fingers         |
| 1995 | «Sex Machine»                                           | —                        | 92                       | —                        | —                        | —                        | —                        | —                        | —                        | —                        | —                        |                                    | 20 Fingers         |
| 1995 | «Don't Laugh But Lick It» (Winx & 20 Fingers con Roula) | —                        | —                        | —                        | —                        | —                        | —                        | —                        | —                        | —                        | 50                       |                                    | Sencillo sin álbum |
| 1996 | «Megamix»                                               | —                        | —                        | —                        | —                        | 44                       | —                        | —                        | —                        | —                        | —                        |                                    | 20 Fingers         |